# Adriana Mezzadri
Adriana Mezzadri es una cantante y compositora peruana. Internacionalmente reconocida por su participación musical en la telenovela brasilera "El Clon"; debido al acercamiento cultural entre Brasil y los países de habla hispana, la canción de uno de los protagonistas llamada Marcas de Ayer, fue interpretada en castellano por Adriana Mezzadri.

## Primeros años
Adriana Mezzadri nació en Lima, de padre brasileño y de madre peruana. Fue criada en São Paulo, Brasil hasta los doce años, aprendiendo paralelamente el español y el portugués. Estos particulares caracteres étnicos y culturales influencian su música, tales como la italiana, la española, la andina, la brasileña, etc..
Se acercó a la música a los seis años, tomando clases de guitarra y piano. Para esta época, en compañía de su madre, hace su primera canción, y a los doce años ya compone melodías y letras.
Regresa al Perú con su familia por siete años, donde participa en zarzuelas y eventos religiosos. Adriana empieza a distinguirse por su talento, su voz y su interpretación.

## Carrera musical
Nuevamente en São Paulo, cultiva con más intensidad su calidad artística. Adriana Mezzadri forma parte de grupos de música Pop, compitiendo en varios festivales y ganando premios. Con un poco más de reconocimiento, es invitada a colaborar en el musical 'Nocturno', del gran cantante y compositor, Oswaldo Montenegro. Aquí se destaca en el canto y en la ejecución del piano. Es la voz principal del álbum de música sacra 'Unión Mística' que incluye algunas de sus propias creaciones.
También tiene la oportunidad de acompañar al notable artista Jorge Ben Jor, autor de temas internacionalmente reconocidos como 'Más que nada' y 'País tropical'. Con él, viajó por todo el Brasil, Europa y Estados Unidos. La versatilidad de Mezzadri se aprecia en los diferentes géneros musicales que cultiva, explorando el lírico y sacro, melodías folclóricas latinas, rock, y pop, pero siempre conservando su estilo sentimental y delicado.
Conoce al destacado músico Luis Carlos Maluly, quien la presenta con KC Porter. El grupo congenia acertadamente y empiezan a trabajar en las primeras grabaciones para su álbum titulado Marcas de Ayer. KC Porter entonces, decide producirla. Ganador del Grammy Latino 2001 como Productor y compositor de célebres canciones como 'María', que lanzó a Ricky Martin al estrellato. Artistas como Bon Jovi, Toni Braxton, Selena, Maná, Los Fabulosos Cadillacs, Ricky Martin y Carlos Santana forman parte de la vasta carrera de KC Porter.

## Marcas de ayer
El álbum Marcas de Ayer trae toda la energía de la fusión, mezclando sonidos tan distintos y convergentes a la vez, como el de una guitarra eléctrica y una tradicional quena indígena.
Su canción más exitosa es con seguridad Marcas de Ayer, con un sonido profundo, abstracto y de cierta manera psicológico, canción que actualmente es tema principal de la exitosa telenovela, El Clon, vista en toda Latinoamérica. El tema en que se basa esta bella pieza musical es el sentir de una persona clonada al ver cosas conocidas de su vida anterior.
Las otras canciones de su álbum presentan variados géneros: en "Estatua de Hielo" y "Atrapar", nos da una melodía más intensa con la marcada presencia del rock. Por el contrario, "Por verte reír" explora una dirección más folklórica y termina con un famoso estilo propio de los carnavales de Río, acoplándose muy bien. "Fruto de la inocencia" es étnicamente peruano. Por el contrario, "Te tengo miedo" usa elementos costeros del Perú como cajón y guitarra, pero con una interpretación que se asemeja a la andaluza. Estos son algunos de los títulos de esta excelente producción y dejan percibir toda la mezcla que hace de Adriana una artista más que completa, íntegra, pura e intensa.

## Otras participaciones
Adriana Mezzadri también interpreta con frecuencia temas de bossa-nova y jazz tanto en castellano, portugués e inglés. Además cantó en portugués el tema principal de la serie brasilera A Casa das Sete Mulheres, "Sete vidas", ambientada en el siglo XIX, que corresponde aproximadamente con la época del Imperio de Brasil, por eso se usó violín y otros instrumentos de cuerda. Lamentablemente, Adriana no es muy reconocida en Perú, debido al fenómeno de la música popular y de la escasa presentación de programas culturales en los canales comerciales, sin embargo en el canal del Estado es bastante apreciada.